# 旺塔奇
旺塔奇（Wantage）是英格蘭牛津郡的一個城市和民政教區，在歷史上屬於伯克郡。